# Scottish Premiership 2015/2016
Scottish Premiership 2015/2016 var den tredje säsongen av Scottish Premiership, skotska högsta divisionen i skotsk ligafotboll. Säsongen började den 1 augusti 2015.

## Lag

### Städer och arenor
| Lag                          | Ort        | Arena              | Kapacitet |
| ---------------------------- | ---------- | ------------------ | --------- |
| Aberdeen                     | Aberdeen   | Pittodrie Stadium  | 20 897    |
| Celtic                       | Glasgow    | Celtic Park        | 60 355    |
| Dundee                       | Dundee     | Dens Park          | 11 506    |
| Dundee United                | Dundee     | Tannadice Park     | 14 229    |
| Hamilton Academical          | Hamilton   | New Douglas Park   | 6 078     |
| Heart of Midlothian          | Edinburgh  | Tynecastle Stadium | 17 529    |
| Inverness Caledonian Thistle | Inverness  | Caledonian Stadium | 7 800     |
| Kilmarnock                   | Kilmarnock | Rugby Park         | 18 128    |
| Motherwell                   | Motherwell | Fir Park           | 13 677    |
| Partick Thistle              | Glasgow    | Firhill Stadium    | 10 102    |
| Ross County                  | Dingwall   | Victoria Park      | 6 541     |
| St. Johnstone                | Perth      | McDiarmid Park     | 10 696    |

### Personal och matchställ
| Lag                          | Tränare          | Lagkapten        | Tillverkar av matchställ | Tröjsponsor                  |
| ---------------------------- | ---------------- | ---------------- | ------------------------ | ---------------------------- |
| Aberdeen                     | Derek McInnes    | Ryan Jack        | Adidas                   | Saltire Energy               |
| Celtic                       | Ronny Deila      | Scott Brown      | New Balance              | Magners                      |
| Dundee                       | Paul Hartley     | Kevin Thomson    | Puma                     | Kilmac Energy                |
| Dundee United                | Mixu Paatelainen | Seán Dillon      | Nike                     | Calor                        |
| Hamilton Academical          | Martin Canning   | Michael McGovern | Adidas                   | Nevis (H), Scotia Aid (B)    |
| Heart of Midlothian          | Robbie Neilson   | Alim Öztürk      | Puma                     | Save the Children            |
| Inverness Caledonian Thistle | John Hughes      | Richie Foran     | Carbrini                 | Subway                       |
| Kilmarnock                   | Gary Locke       | Mark Connolly    | Errà                     | QTS                          |
| Motherwell                   | Mark McGhee      | Keith Lasley     | Macron                   | Cash Converters              |
| Partick Thistle              | Alan Archibald   | Abdul Osman      | Joma                     | Kingsford Capital Management |
| Ross County                  | Jim McIntyre     | Andrew Davies    | Carbrini                 | Stanley CRC Evans Offshore   |
| St. Johnstone                | Tommy Wright     | Dave Mackay      | Joma                     | Invest in Perth              |

### Förändringar på tränare-sidan
| Lag           | Utgående tränare | Anledning | Datum             | Position i tabell | Inkommande tränare | Datum           |
| ------------- | ---------------- | --------- | ----------------- | ----------------- | ------------------ | --------------- |
| Motherwell    | Ian Baraclough   | Sparkad   | 23 september 2015 | 10                | Mark McGhee        | 13 oktober 2015 |
| Dundee United | Jackie McNamara  | Sparkad   | 26 september 2015 | 11                | Mixu Paatelainen   | 14 oktober 2015 |

## Tabeller

### Poängtabell
| Nr | Lag                          | S  | V  | O  | F  | GM | IM | MS  | P  |
| -- | ---------------------------- | -- | -- | -- | -- | -- | -- | --- | -- |
| 1  | Celtic (RM)                  | 38 | 26 | 8  | 4  | 93 | 31 | +62 | 86 |
| 2  | Aberdeen                     | 38 | 22 | 5  | 11 | 62 | 48 | +14 | 71 |
| 3  | Heart of Midlothian (U)      | 38 | 18 | 11 | 9  | 59 | 40 | +19 | 65 |
| 4  | St. Johnstone                | 38 | 16 | 8  | 14 | 58 | 55 | +3  | 56 |
| 5  | Motherwell                   | 38 | 15 | 5  | 18 | 47 | 63 | −16 | 50 |
| 6  | Ross County                  | 38 | 14 | 6  | 18 | 55 | 61 | −6  | 48 |
| 7  | Inverness Caledonian Thistle | 38 | 14 | 10 | 14 | 54 | 48 | +6  | 52 |
| 8  | Dundee                       | 38 | 11 | 15 | 12 | 53 | 57 | −4  | 48 |
| 9  | Partick Thistle              | 38 | 12 | 10 | 16 | 41 | 50 | −9  | 46 |
| 10 | Hamilton Academical          | 38 | 11 | 10 | 17 | 42 | 63 | −21 | 43 |
| 11 | Kilmarnock                   | 38 | 9  | 9  | 20 | 41 | 64 | −23 | 36 |
| 12 | Dundee United                | 38 | 8  | 7  | 23 | 45 | 70 | −25 | 28 |

### Resultattabeller
| Hemma \ Borta                | ABE | CEL | DUN | DU  | HA  | HM  | ICT | KIL | MOT | PT  | RC  | ST  |
| Aberdeen                     | —   | 2–1 | 2–0 | 2–0 | 1–0 | 1–0 | 2–2 | 2–0 | 1–1 | 0–0 | 3–1 | 1–5 |
| Celtic                       | 3–1 | —   | 6–0 | 5–0 | 8–1 | 0–0 | 4–2 | 0–0 | 1–2 | 1–0 | 2–0 | 3–1 |
| Dundee                       | 0–2 | 0–0 | —   | 2–1 | 4–0 | 1–2 | 1–1 | 1–2 | 2–1 | 1–1 | 3–3 | 2–1 |
| Dundee United                | 0–1 | 1–3 | 2–2 | —   | 1–2 | 0–1 | 1–1 | 1–2 | 0–3 | 0–1 | 1–0 | 1–2 |
| Hamilton Academical          | 1–1 | 1–2 | 1–1 | 4–0 | —   | 3–2 | 3–4 | 0–1 | 1–0 | 0–0 | 1–3 | 2–4 |
| Heart of Midlothian          | 1–3 | 2–2 | 1–1 | 3–2 | 2–0 | —   | 2–0 | 1–1 | 2–0 | 3–0 | 2–0 | 4–3 |
| Inverness Caledonian Thistle | 2–1 | 1–3 | 1–1 | 2–2 | 0–2 | 2–0 | —   | 2–1 | 0–1 | 0–0 | 2–0 | 0–1 |
| Kilmarnock                   | 0–4 | 2–2 | 0–4 | 1–1 | 1–2 | 2–2 | 2–0 | —   | 0–1 | 2–5 | 0–4 | 2–1 |
| Motherwell                   | 1–2 | 0–1 | 3–1 | 0–2 | 3–3 | 2–2 | 1–3 | 1–0 | —   | 2–1 | 1–1 | 2–0 |
| Partick Thistle              | 0–2 | 0–2 | 0–1 | 3–0 | 1–1 | 0–4 | 2–1 | 2–2 | 1–0 | —   | 1–0 | 2–0 |
| Ross County                  | 2–0 | 1–4 | 5–2 | 2–1 | 2–0 | 1–2 | 1–2 | 3–2 | 3–0 | 1–0 | —   | 2–3 |
| St Johnstone                 | 3–4 | 0–3 | 1–1 | 2–1 | 4–1 | 0–0 | 1–1 | 2–1 | 2–1 | 1–2 | 1–1 | —   |

| Hemma \ Borta                | ABE | CEL | DUN | DU  | HA  | HM  | ICT | KIL | MOT | PT  | RC  | ST  |
| Aberdeen                     | —   | 2–1 | 1–0 | —   | 3–0 | —   | —   | 2–1 | —   | —   | —   | 1–1 |
| Celtic                       | —   | —   | 0–0 | —   | —   | 3–1 | 3–0 | —   | —   | —   | 2–0 | 3–1 |
| Dundee                       | —   | —   | —   | —   | —   | 0–1 | 1–1 | —   | 2–2 | —   | 5–2 | 2–0 |
| Dundee United                | 0–1 | 1–4 | 2–2 | —   | —   | 2–1 | 0–2 | 5–1 | —   | —   | —   | —   |
| Hamilton Academical          | —   | 1–1 | 2–1 | 0–0 | —   | 0–0 | —   | —   | 0–1 | 1–2 | —   | —   |
| Heart of Midlothian          | 2–1 | —   | —   | —   | —   | —   | —   | 1–0 | 6–0 | 1–0 | —   | 0–3 |
| Inverness Caledonian Thistle | 3–1 | —   | —   | —   | 0–1 | 0–0 | —   | —   | 1–2 | 0–0 | —   | —   |
| Kilmarnock                   | —   | 0–1 | 0–0 | —   | 0–1 | —   | 2–1 | —   | —   | —   | 0–2 | 3–0 |
| Motherwell                   | 2–1 | 1–2 | —   | 2–1 | —   | —   | —   | 0–2 | —   | 3–1 | 1–2 | —   |
| Partick Thistle              | 1–2 | 1–2 | 2–4 | 1–0 | —   | —   | —   | 0–0 | —   | —   | —   | —   |
| Ross County                  | 2–3 | —   | —   | 0–3 | 2–1 | 0–3 | 0–3 | —   | —   | 1–0 | —   | —   |
| St Johnstone                 | —   | —   | —   | 0–1 | 0–0 | —   | 1–0 | —   | 2–1 | 1–2 | 1–1 | —   |

#### Omgångar 34–38
| Hemma \ Borta       | ABE | CEL | HM  | MOT | RC  | ST  |
| Aberdeen            | —   | —   | 0–1 | 4–1 | 0–4 | —   |
| Celtic              | 3–2 | —   | —   | 7–0 | 1–1 | —   |
| Heart of Midlothian | —   | 1–3 | —   | —   | 1–1 | 2–2 |
| Motherwell          | —   | —   | 1–0 | —   | —   | 1–2 |
| Ross County         | —   | —   | —   | 1–3 | —   | 0–1 |
| St Johnstone        | 3–0 | 2–1 | —   | —   | —   | —   |

| Hemma \ Borta                | DUN | DU  | HA  | ICT | KIL | PT  |
| Dundee                       | —   | 2–1 | 0–1 | —   | 1–1 | —   |
| Dundee United                | —   | —   | 1–3 | —   | —   | 3–3 |
| Hamilton Academical          | —   | —   | —   | 0–1 | 0–4 | —   |
| Inverness Caledonian Thistle | 4–0 | 2–3 | —   | —   | 3–1 | —   |
| Kilmarnock                   | —   | 2–4 | —   | —   | —   | 0–2 |
| Partick Thistle              | 1–2 | —   | 2–2 | 1–4 | —   | —   |

## Statistik

### Skytteligan
| Rank | Spelare         | Klubb                        | Mål |
| ---- | --------------- | ---------------------------- | --- |
| 1    | Leigh Griffiths | Celtic                       | 31  |
| 2    | Kane Hemmings   | Dundee                       | 21  |
| 3    | Adam Rooney     | Aberdeen                     | 20  |
| 4    | Louis Moult     | Motherwell                   | 15  |
| 4    | Liam Boyce      | Ross County                  | 15  |
| 6    | Kris Doolan     | Partick Thistle              | 14  |
| 6    | Steven MacLean  | St Johnstone                 | 14  |
| 8    | Billy Mckay     | Dundee United                | 12  |
| 8    | Juanma          | Heart of Midlothian          | 12  |
| 10   | Miles Storey    | Inverness Caledonian Thistle | 11  |

## Utmärkelser
| Månad     | Månadens tränare | Månadens tränare |                    | Månadens spelare | Månadens spelare | Ref |
| Månad     | Tränare          | Klubb            | Spelare            | Klubb            |                  | Ref |
| --------- | ---------------- | ---------------- | ------------------ | ---------------- | ---------------- | --- |
| Augusti   | Derek McInnes    | Aberdeen         | Leigh Griffiths    | Celtic           | [ 3 ]            |     |
| September | Derek McInnes    | Aberdeen         | Niall McGinn       | Aberdeen         | [ 3 ]            |     |
| Oktober   | Ronny Deila      | Celtic           | Leigh Griffiths    | Celtic           | [ 3 ]            |     |
| November  | Alan Archibald   | Partick Thistle  | Michael O'Halloran | St. Johnstone    | [ 3 ]            |     |
| December  | Mark McGhee      | Motherwell       | Liam Boyce         | Ross County      | [ 3 ]            |     |
| Januari   | Ronny Deila      | Celtic           | Kane Hemmings      | Dundee           | [ 3 ]            |     |
| Februari  | Mixu Paatelainen | Dundee United    | Paul Paton         | Dundee United    | [ 3 ]            |     |
| Mars      | Mark McGhee      | Motherwell       | Jackson Irvine     | Ross County      | [ 3 ]            |     |
| April     | John Hughes      | Inverness CT     | Patrick Roberts    | Celtic           | [ 3 ]            |     |

## Kvalspel
Kvartsfinalen spelades mellan tredje- och fjärdeplacerade lagen i Scottish Championship 2015/2016, Hibernian och Raith Rovers. Vinnarna av kvartsfinalen, Hibernian, avancerade till semifinal och fick möta det andraplacerade laget i Scottish Championship 2015/2016, Falkirk. Falkirk vann semifinalen och avancerade till finalen och fick där möta Kilmarnock från Scottish Premiership 2015/2016.

### Spelträd
|  | Kvartsfinal  | Kvartsfinal | Kvartsfinal | Kvartsfinal |           |   | Semifinal | Semifinal | Semifinal | Semifinal |  |  | Final | Final | Final | Final |
|  |              |             |             |             |           |   |           |           |           |           |  |  |       |       |       |       |
|  |              |             |             |             |           |   |           |           |           |           |  |  |       |       |       |       |
|  |              |             |             |             |           |   |           |           |           |           |  |  |       |       |       |       |
|  | Raith Rovers | 1           | 0           | 1           |           |   |           |           |           |           |  |  |       |       |       |       |
|  | Raith Rovers | 1           | 0           | 1           |           |   |           |           |           |           |  |  |       |       |       |       |
|  | Hibernian    | 0           | 2           | 2           |           |   |           |           |           |           |  |  |       |       |       |       |
|  | Hibernian    | 0           | 2           | 2           | Hibernian | 2 | 2         | 4         |           |           |  |  |       |       |       |       |
|  |              |             |             |             | Hibernian | 2 | 2         | 4         |           |           |  |  |       |       |       |       |
|  |              |             | Falkirk     | 2           | 3         | 5 |           |           |           |           |  |  |       |       |       |       |
|  |              |             | Falkirk     | 2           | 3         | 5 |           |           |           |           |  |  |       |       |       |       |
|  |              |             |             |             |           |   |           |           |           |           |  |  |       |       |       |       |
|  |              |             |             |             |           |   |           |           |           |           |  |  |       |       |       |       |
|  | Falkirk      | 1           | 0           | 1           |           |   |           |           |           |           |  |  |       |       |       |       |
|  | Falkirk      | 1           | 0           | 1           |           |   |           |           |           |           |  |  |       |       |       |       |
|  |              |             | Kilmarnock  | 0           | 4         | 4 |           |           |           |           |  |  |       |       |       |       |
|  |              |             | Kilmarnock  | 0           | 4         | 4 |           |           |           |           |  |  |       |       |       |       |
|  |              |             |             |             |           |   |           |           |           |           |  |  |       |       |       |       |
|  |              |             |             |             |           |   |           |           |           |           |  |  |       |       |       |       |
|  |              |             |             |             |           |   |           |           |           |           |  |  |       |       |       |       |
|  |              |             |             |             |           |   |           |           |           |           |  |  |       |       |       |       |
|  |              |             |             |             |           |   |           |           |           |           |  |  |       |       |       |       |
|  |              |             |             |             |           |   |           |           |           |           |  |  |       |       |       |       |
|  |              |             |             |             |           |   |           |           |           |           |  |  |       |       |       |       |
|  |              |             |             |             |           |   |           |           |           |           |  |  |       |       |       |       |
|  |              |             |             |             |           |   |           |           |           |           |  |  |       |       |       |       |

### Kvartsfinal
|             | 4 maj 2016  | Raith Rovers   | 1 – 0           | Hibernian | Starks Park                                  |                                              |
| 19:45 UTC+1 | 19:45 UTC+1 | Panayiotou 75′ | (0 – 0) Rapport |           | Kirkcaldy Publik: 5 330 Domare: Kevin Clancy | Kirkcaldy Publik: 5 330 Domare: Kevin Clancy |
| 19:45 UTC+1 | 19:45 UTC+1 |                |                 |           | Kirkcaldy Publik: 5 330 Domare: Kevin Clancy | Kirkcaldy Publik: 5 330 Domare: Kevin Clancy |
| 19:45 UTC+1 | 19:45 UTC+1 |                |                 |           | Kirkcaldy Publik: 5 330 Domare: Kevin Clancy | Kirkcaldy Publik: 5 330 Domare: Kevin Clancy |

|             | 7 maj 2016  | Hibernian              | 2 – 0           | Raith Rovers | Easter Road                                      |                                                  |
| 12:30 UTC+1 | 12:30 UTC+1 | McGinn 8′ McGregor 12′ | (2 – 0) Rapport |              | Edinburgh Publik: 11 133 Domare: John McKendrick | Edinburgh Publik: 11 133 Domare: John McKendrick |
| 12:30 UTC+1 | 12:30 UTC+1 |                        |                 |              | Edinburgh Publik: 11 133 Domare: John McKendrick | Edinburgh Publik: 11 133 Domare: John McKendrick |
| 12:30 UTC+1 | 12:30 UTC+1 |                        |                 |              | Edinburgh Publik: 11 133 Domare: John McKendrick | Edinburgh Publik: 11 133 Domare: John McKendrick |

Hibernian vidare till semifinal med det ackumulerade slutresultatet 2–1.

### Semifinal
|             | 10 maj 2016 | Hibernian                  | 2 – 2           | Falkirk               | Easter Road                                |                                            |
| 19:45 UTC+1 | 19:45 UTC+1 | Henderson 57′ McGregor 66′ | (0 – 1) Rapport | 34′ Miller 80′ McHugh | Edinburgh Publik: 11 830 Domare: Alan Muir | Edinburgh Publik: 11 830 Domare: Alan Muir |
| 19:45 UTC+1 | 19:45 UTC+1 |                            |                 |                       | Edinburgh Publik: 11 830 Domare: Alan Muir | Edinburgh Publik: 11 830 Domare: Alan Muir |
| 19:45 UTC+1 | 19:45 UTC+1 |                            |                 |                       | Edinburgh Publik: 11 830 Domare: Alan Muir | Edinburgh Publik: 11 830 Domare: Alan Muir |

|             | 13 maj 2016 | Falkirk                         | 3 – 2           | Hibernian                      | Falkirk Stadium                             |                                             |
| 19:45 UTC+1 | 19:45 UTC+1 | Alston 13′ Leahy 79′ McHugh 90′ | (1 – 2) Rapport | 31′ (str.), 34′ James Keatings | Falkirk Publik: 7 851 Domare: Craig Thomson | Falkirk Publik: 7 851 Domare: Craig Thomson |
| 19:45 UTC+1 | 19:45 UTC+1 |                                 |                 |                                | Falkirk Publik: 7 851 Domare: Craig Thomson | Falkirk Publik: 7 851 Domare: Craig Thomson |
| 19:45 UTC+1 | 19:45 UTC+1 |                                 |                 |                                | Falkirk Publik: 7 851 Domare: Craig Thomson | Falkirk Publik: 7 851 Domare: Craig Thomson |

Falkirk vidare till final med det ackumulerade slutresultatet 5–4.

### Final
|             | 19 maj 2016 | Falkirk      | 1 – 0           | Kilmarnock | Falkirk Stadium                           |                                           |
| 19:45 UTC+1 | 19:45 UTC+1 | Vaulks 90+1′ | (0 – 0) Rapport |            | Falkirk Publik: 7 636 Domare: John Beaton | Falkirk Publik: 7 636 Domare: John Beaton |
| 19:45 UTC+1 | 19:45 UTC+1 |              |                 |            | Falkirk Publik: 7 636 Domare: John Beaton | Falkirk Publik: 7 636 Domare: John Beaton |
| 19:45 UTC+1 | 19:45 UTC+1 |              |                 |            | Falkirk Publik: 7 636 Domare: John Beaton | Falkirk Publik: 7 636 Domare: John Beaton |

|             | 22 maj 2016 | Kilmarnock                         | 4 – 0           | Falkirk | Rugby Park                                      |                                                 |
| 15:00 UTC+1 | 15:00 UTC+1 | Kiltie 3′, 62′ Addison 8′ Boyd 65′ | (2 – 0) Rapport |         | Kilmarnock Publik: 11 013 Domare: Willie Collum | Kilmarnock Publik: 11 013 Domare: Willie Collum |
| 15:00 UTC+1 | 15:00 UTC+1 |                                    |                 |         | Kilmarnock Publik: 11 013 Domare: Willie Collum | Kilmarnock Publik: 11 013 Domare: Willie Collum |
| 15:00 UTC+1 | 15:00 UTC+1 |                                    |                 |         | Kilmarnock Publik: 11 013 Domare: Willie Collum | Kilmarnock Publik: 11 013 Domare: Willie Collum |

Falkirk till Scottish Premiership 2016/2017 med det ackumulerade slutresultatet 4–1.

## Anmärkningslista
1. ↑  Lagen spelar tre gånger mot varandra (33 matcher) innan tabellen delas på mitten till två grupper (övre halvan respektive nedre halvan) där lagen i sin halva möter varandra en gång, antingen hemma eller borta.
2. ↑  Efter att serien delats så kan lag på nedre halvan inte passera lag på övre halvan, även om lagen har mer poäng.
3. ↑  Dundee United fick tre poäng borttagna efter att spelat med en otillåten spelare i sin vinst över Inverness Caledonian Thistle den 6 maj 2016.
4. 1 2  Vilka lag som spelar i vilken halva avgörs vid ligatabellens delning vid 33 omgångar.